# Военно-морские силы Гондураса
Военно-морские силы Гондураса (исп. Fuerza Naval de Honduras) — один из трёх видов вооружённых сил Гондураса.

## История

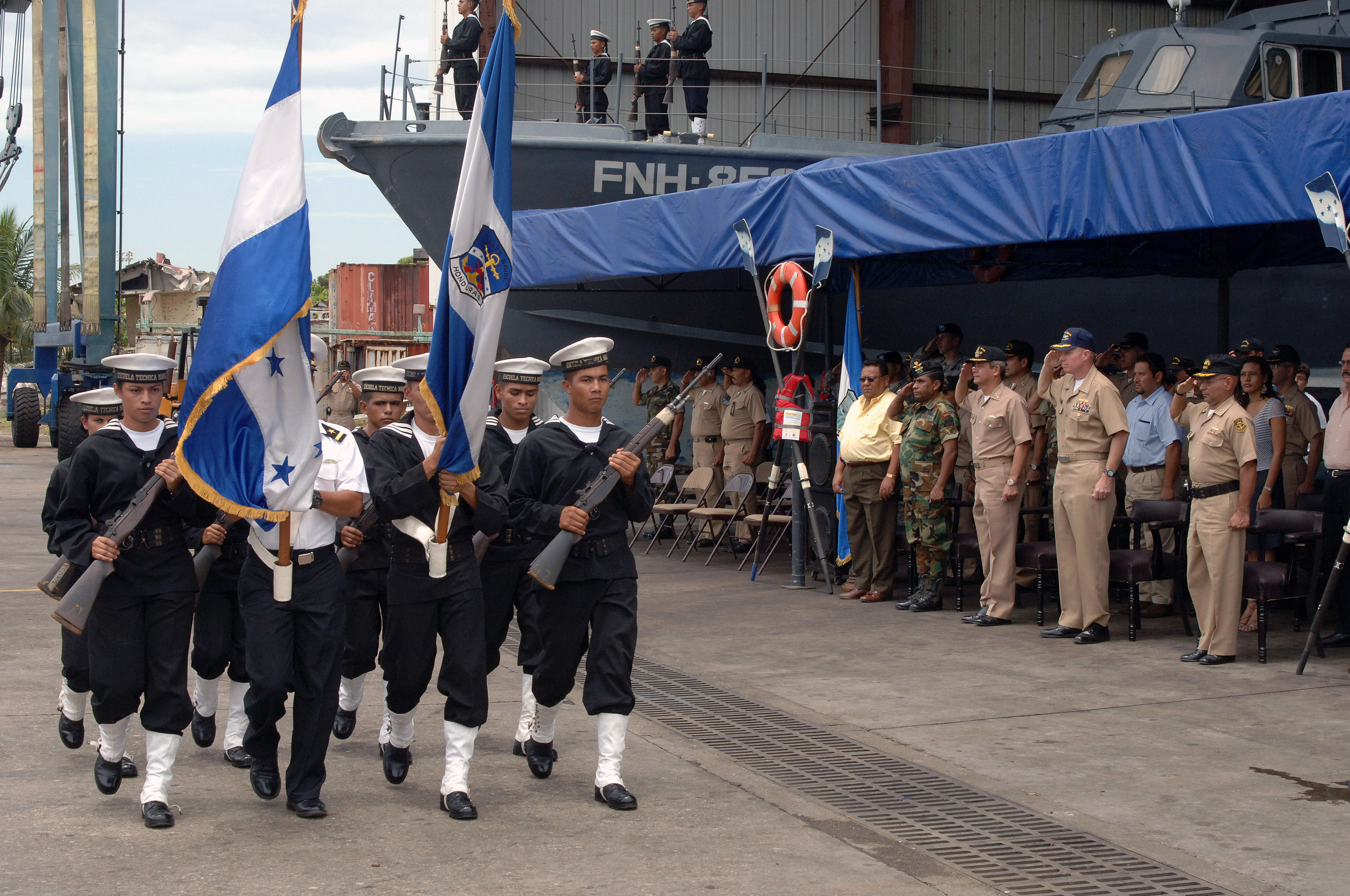
военнослужащие ВМС Гондураса с винтовками M14 (23 августа 2007)

В начале XX века военный флот Гондураса состоял из двух кораблей, вооружённых восемью пушками.
Вплоть до начала 1970-х годов Гондурас не располагал собственными военно-морскими силами. Вооружённые силы страны имели в распоряжении всего один корабль, который использовался для патрулирования прибрежных вод. 11 февраля 1971 года Гондурас подписал договор о морском дне (однако этот договор не ратифицирован до настоящего времени).
1 августа 1976 года ВМС Гондураса (Fuerza Naval de Honduras) были образованы как самостоятельный вид вооружённых сил, одновременно был создан главный штаб. По состоянию на 1 июля 1982 года численность ВМС составляла 300 человек. В период с 1983 по 1993 год ВМС увеличились вдвое, чему способствовало повышение важности ВМС в Центральной Америке, а также военная помощь со стороны США.
По состоянию на начало 1989 года в составе ВМС насчитывалось 12 морских сторожевых катеров, 8 речных сторожевых катеров, 4 десантных катера и 1 вспомогательное судно.
По состоянию на 2005 год, численность ВМС Гондураса составляла 1400 человек (включая 830 в морской пехоте).
По состоянию на начало 2010 года, численность ВМС Гондураса составляла 1,4 тыс. военнослужащих (из них, 830 служили в морской пехоте), на вооружении находились один десантный катер, пять больших и десять малых патрульных катеров.
По состоянию на начало 2022 года численность ВМС Гондураса составляла 1,35 тыс. военнослужащих (1 тыс. служили в морской пехоте), на вооружении находились один сторожевой корабль «Генерал Кабаньяс», один танкодесантный корабль «Грасьяс-Диас», два танкодесантных катера и 17 патрульных катеров.

## Организация
Структурно ВМС Гондураса включают в себя:
- Штаб ВМС Гондураса
- Военно-морская база Пуэрто-Кортес (Base Naval de Puerto Cortés)
- Военно-морская база Амапала (Base Naval de Amapala)
- Военно-морская база Пуэрто-Кастилья (Base Naval de Puerto Castilla)
- Военно-морская база Каратаска (Base Naval de Caratasca)
- 1-й батальон морской пехоты (Primer Batallón de Infantería de Marina)
- Военно-морская академия Гондураса (Academia Naval de Honduras)
- Центр военно-морских исследований (Centro de Estudios Navales)

## Пункты базирования
- Военно-морская база Пуэрто-Кортес (западное побережье Карибского моря)
- Военно-морская база Амапала (Исла дель Тигре в заливе Фонтека на Тихоокеанском побережье) — строительство здесь военно-морской базы США началось в 1982 году[10], позднее сооружения были переданы правительству Гондураса.
- Военно-морская база Пуэтро-Кастийа (центральное побережье Карибского моря)
- Военно-морская база Каратаска — сооружение базы на Атлантическом побережье страны, в приграничном с Никарагуа департаменте Грасьяс-а-Дьос было начато в июле 1982 года[11].

## Боевой состав

### Военно-морской флот
По состоянию на 2005 год в составе ВМС числилось:
| Тип                               | Бортовой номер    | Наименование      | В составе флота   | Состояние         | Примечания        |
| Патрульные катера                 | Патрульные катера | Патрульные катера | Патрульные катера | Патрульные катера | Патрульные катера |
| --------------------------------- | ----------------- | ----------------- | ----------------- | ----------------- | ----------------- |
| нет данных                        | нет данных        | Copan             | нет данных        | нет данных        | бывший Guardian   |
| патрульный катер класса Guaymuras | нет данных        | нет данных        | нет данных        | нет данных        | бывший Swiftship  |
| патрульный катер класса Guaymuras | нет данных        | нет данных        | нет данных        | нет данных        |                   |
| патрульный катер класса Guaymuras | нет данных        | нет данных        | нет данных        | нет данных        |                   |
| патрульный катер класса Swift     | нет данных        | нет данных        | нет данных        | нет данных        |                   |
| патрульный катер класса Swift     | нет данных        | нет данных        | нет данных        | нет данных        |                   |
| патрульный катер класса Swift     | нет данных        | нет данных        | нет данных        | нет данных        |                   |
| патрульный катер класса Swift     | нет данных        | нет данных        | нет данных        | нет данных        |                   |
| патрульный катер класса Swift     | нет данных        | нет данных        | нет данных        | нет данных        |                   |
| патрульный катер класса Swift     | нет данных        | нет данных        | нет данных        | нет данных        |                   |
| патрульный катер класса Swift     | нет данных        | нет данных        | нет данных        | нет данных        |                   |
| Десантные корабли                 |                   |                   |                   |                   |                   |
| десантный корабль                 | FNH 1491          | Punta Caxinas     | нет данных        | нет данных        |                   |

- 20 речных катеров.

### Морская пехота
В состав ВМС также входит батальон морской пехоты, размещённый в Пуэрто Кортес.

## Префикс кораблей и судов
- зачисленные в состав военно-морских сил Гондураса корабли и катера получают префикс FNH.

## Флаги кораблей и судов

Флаг кораблей и судов ВМФ Гондураса

## Знаки различия

### Адмиралы и офицеры
| Категории               | Адмиралы     | Адмиралы      | Адмиралы | Старшие офицеры    | Старшие офицеры    | Старшие офицеры    | Младшие офицеры   | Младшие офицеры   | Младшие офицеры |
| ----------------------- | ------------ | ------------- | -------- | ------------------ | ------------------ | ------------------ | ----------------- | ----------------- | --------------- |
|                         | 30px         | 30px          | 30px     | 30px               | 30px               | 30px               | 30px              | 30px              | 30px            |
| Гондурасское звание     | '            | '             | '        | '                  | '                  | '                  | '                 | '                 | '               |
| Российское соответствие | Вице-адмирал | Контр-адмирал | нет      | Капитан 1-го ранга | Капитан 2-го ранга | Капитан 3-го ранга | Капитан-лейтенант | Старший лейтенант | Лейтенант       |

### Сержанты и матросы
| Категории               | Подофицеры     | Подофицеры | Подофицеры | Сержанты и старшины          | Сержанты и старшины | Сержанты и старшины | Сержанты и старшины | Матросы        | Матросы |
| ----------------------- | -------------- | ---------- | ---------- | ---------------------------- | ------------------- | ------------------- | ------------------- | -------------- | ------- |
|                         | 30px           | 30px       | 30px       | 30px                         | 30px                | 30px                | 30px                | 30px           | 30px    |
| Гондурасское звание     | '              | '          | '          | '                            | '                   | '                   | '                   | '              | '       |
| Российское соответствие | Старший мичман | Мичман     | нет        | Главный корабельный старшина | Главный старшина    | Старшина 1-й статьи | Старшина 2-й статьи | Старший матрос | Матрос  |